# Madeleine d'Amboise
Madeleine d'Amboise est née en 1439 et est décédée le 11 août 1500 à Saint-Menoux (Allier). Elle fut abbesse simultanément des abbayes bénédictines de Charenton-du-Cher et de Saint-Menoux.

## Biographie
Elle est le 14e enfant de Pierre d'Amboise et d'Anne du Bueil, seigneur de Chaumont-sur-Loire, de Charenton et autres lieux. Elle est la sœur de Charles Ier d'Amboise, du cardinal Georges d'Amboise, de l'évêque de Poitiers, Pierre d'Amboise, la tante du cardinal Georges II d'Amboise et du maréchal Charles II d'Amboise de Chaumont, qui fut gouverneur du duché de Milan.
Elle était également une parente de Jean II, duc de Bourbon et beau-frère du roi Louis XI. 
C'est une bulle pontificale de Pie II du 7 janvier 1461 qui nomme Madeleine d'Amboise abbesse conjointe des deux monastères de Charenton et de Saint-Menoux.
L'abbaye de Charenton étant devenue vacante par la mort de Jeanne de Bazerne qui en était l'abbesse, les religieuses élurent Madeleine d'Amboise, qui était déjà l'abbesse du monastère de Saint-Menoux. Celle-ci accepta cette élection à condition qu'on observât tout ce qui était prescrit par le droit. C'est donc une bulle pontificale qui autorise cette union, « cela aussi longtemps que ladite Madeleine vivra et qu'elle gouvernera le monastère de Saint-Menoux, de telle sorte qu'il lui soit permis de gouverner le monastère de Charenton et de s'en dire l'abbesse ; comme aussi d'en percevoir les fruits et les revenus, tout en en supportant toutes les charges et en y conservant le nombre accoutumé de religieuses ».

Madeleine d'Amboise administra ces deux monastères en prenant soin de ne laisser leurs droits se prescrire, notamment sur les prieurés rattachés.

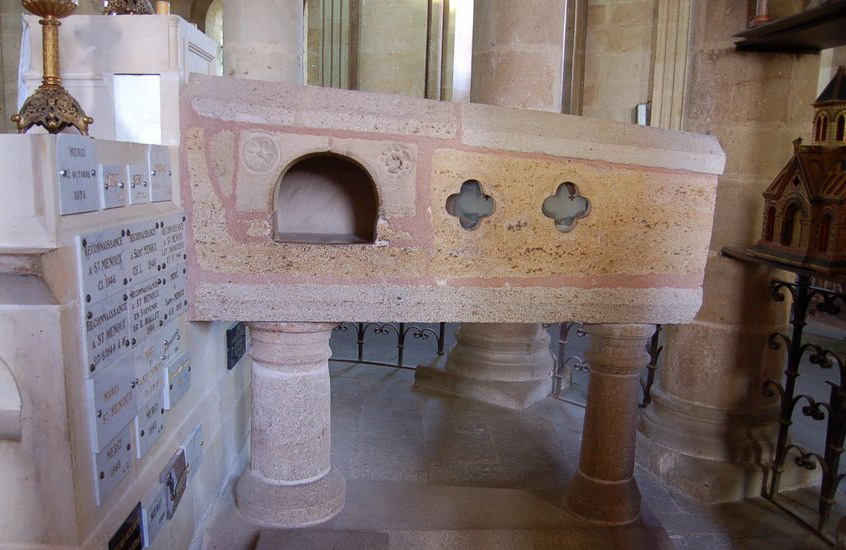
Débredinoire de Saint-Menoux

En 1497, elle résigne sa charge d'abbesse de l'abbaye de Charenton au profit de sa nièce Marie de Rochechouart.
Madeleine d'Amboise décède le 11 août 1500 et est enterrée sous le chœur de l'abbatiale de Saint-Menoux. Sur son épitaphe, il est dit qu'elle fit construire le cloître, une partie de l'église et d'autres bâtiments et qu'elle eut le gouvernement de deux monastères.

## Sources
- Abbé J-J Moret : Histoire de Saint-Menoux
- Archives départementales du Cher : série 40 H